# Giovanni Pellicciari
Giovanni Pellicciari, detto Gianni (Bologna, 15 agosto 1926 – ...), è stato un sociologo e partigiano italiano.
Giovanni Pellicciari è stato il primo docente italiano di Tecniche di Ricerca Sociale

## Biografia
Nato a Bologna da Giuseppe e Fernanda Masotti, qui risiedette fino al 1943. Antifascista e di formazione cristiana, fu tra i perseguitati politici di via del Pratello, e dopo l'8 settembre 1943 decise di entrare nella lotta di liberazione. 
Nell'inverno del 1943-44 partecipò alle conversazioni tenute nel convento di San Domenico e nel collegio di San Luigi su tematiche sociali ed economiche. Partecipò, inoltre, alla raccolta di armi e munizioni e alle attività assistenziali organizzate per le vittime della repressione fascista. Da questi incontri nacque, poi, il ristretto gruppo, di cui fu uno dei protagonisti con Achille Ardigò, Egisto Pecci, Alfonso Melloni, Vittoria Rubbi, Angelo Salizzoni, Roberto e Rosalia Roveda che, con l'aiuto di Fulvio Milani e con l'assistenza di mons. Emilio Faggioli, cominciò a riunirsi presso la chiesa di San Giovanni in Monte dove elaborò un programma e una strategia politica per il movimento democratico giovanile.

## Insegnamento
Giovanni Pellicciari fu docente di Tecniche di ricerca sociale nella Facoltà di scienze politiche (Istituto di sociologia) dell'Università di Bologna. Fu inoltre consulente di varie regioni per il settore «programmazione economica e servizi sociali».

## Opere (lista parziale)
- Condizioni di vita nelle baracche dei cantieri edili: storia di un cantiere tipo (1963)
- Alcuni aspetti del processo di integrazione degli immigrati in un'area ad est di Milano (1965)
- L'immigrazione nel triangolo industriale, a cura di (1970)
- Sud amaro, con Adriano Baglivo (1970)
- Problemi di sociologia e tecniche di ricerche (1972)
- Fabbrica e società: autogestione e partecipazione operaia in Europa, a cura di, et al. (1972)
- Problemi di sociologia e tecniche di ricerche (1972)
- I rapporti sindacali: la dinamica psicologica del conflitto (1973)
- Le migrazioni oggi: risultati di una ricerca a carattere sociologico sul fenomeno, con particolare riferimento alla Lombardia, ricerca condotta da, et al. (1973)
- La tratta dei meridionali, et al. (1973)
- Tecniche di ricerca sociale, et al. (1976)
- Devianza e giustizia minorile: teorie e ricerche, et al. (1979)
- Sottosviluppo e servizi sociali in Calabria: decollo economico e proposta di piano dei servizi socio-assistenziali, et al. (1980)
- Anziani in città: indagine di un quartiere di Bologna, a cura di, et al. (1985)
- Pianificazione, ricerca, partecipazione: un metodo per le politiche sociali, et al. (1992)
- Prove di identità: reversibilita e autoinganno: una ricerca sui tossicodipendenti, presentazione di (1992)